# 保安镇 (大冶市)
保安镇，是中华人民共和国湖北省黃石市大冶市下辖的一个乡镇级行政单位。

## 行政区划
保安镇下辖以下地区：
团结街社区、民主街社区、先锋村、桃树村、盘茶村、沼山村、金塘村、农科村、黄海村、芦咀村、牛山村、枫林村、西海村、南阳村、桂花村、大垅村、高溪村、西山村、株树村、塘湾村、青山村、永光村、大洪村、莲花村、茶山村、庄咀村、李华村、赤马村、磨山村和友谊村。